# Gedenkmünze zum 400-jährigen Reformationsjubiläum 1917

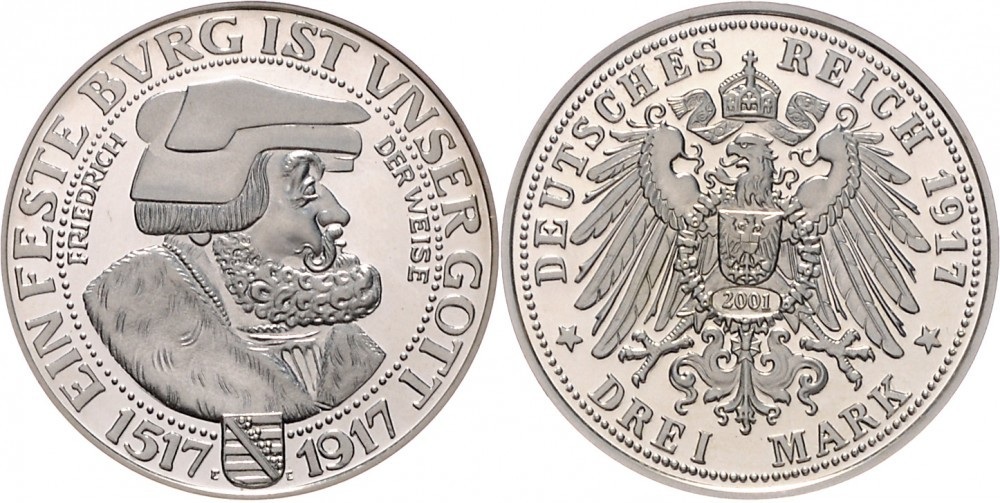
3-Mark-Gedenkmünze zum 400-jährigen Reformationsjubiläum 1917 aus der Münzstätte Muldenhütten (Nachbildung 2001)

Die Gedenkmünze zum 400-jährigen Reformationsjubiläum 1917, auch als 3 Mark Friedrich der Weise bezeichnet, ist ein 3-Mark-Stück des deutschen Kaiserreichs mit dem Brustbild Friedrichs des Weisen, das anlässlich des 400-jährigen Reformationsjubiläums geprägt wurde. Die Reichsmünze stammt aus der Münzstätte Muldenhütten, die sich im Königreich Sachsen befand. Sie zählt zu den wertvollsten und seltensten Silbermünzen der Neuzeit. Die Reformationsgedenkmünze ist die wertvollste Münze des Kaiserreichs.

## Münzgeschichte

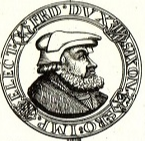
Hörnleins Vorlage von 1522 für die Reformations-gedenkmünze von 1917

Der als hervorragender Medailleur mit hohen künstlerischen und handwerklichen Fähigkeiten bekannte Friedrich Wilhelm Hörnlein (Signatur meistens F. H.) übernahm am 1. Juli 1911 das Amt des Münzgraveurs an der Münzstätte Muldenhütten. Den Vorderseitenstempel des Dreimarkstücks schnitt Hörnlein anlässlich der 400. Wiederkehr der Reformation nach Vorlage des in Nürnberg oder eventuell in Zwickau geprägten Schautalers Friedrich des Weisen von 1522.
Friedrich Hörnlein, der bei der Zerstörung Dresdens am 13. Februar 1945 mit seiner Familie den Tod fand, wusste über die Gedenkmünze – vom Prägeauftrag bis zur versehentlichen Wiedereinschmelzung – zu erzählen. Walther Haupt hat Hörnleins Wissen darüber in seiner „Sächsischen Münzkunde“ weitergegeben.
„Die Reformationsgedenkmünze“, so Walther Haupt,

„sei auf Veranlassung des damaligen sächsischen Justizministers Dr. Nagel, eines namhaften Münzsammlers, entstanden. Der als Motiv nächstliegende Lutherkopf wurde verworfen mit dem Vorgeben, nur Köpfe von Monarchen dürften auf Reichsmünzen erscheinen; vielleicht wollte man jedoch dem katholischen sächsischen Königshause nicht zu viel zumuten. Die Not der Kriegszeit gestattete nur eine Auflage von 100 Stück im Nennwert von 3 Mark. Dreißig Stück von diesen erhielt der Herr Minister mit seinem Gehalt ausgezahlt. Die übrigen wurden zurückgehalten, aber in Folge der Revolution von 1918 mit Ausnahme von ein paar wenigen, die unrechtmäßig auf die Seite gebracht wurden, versehentlich wieder eingeschmolzen.“

Friedrich der Weise, Kurfürst und Herzog von Sachsen (1486–1526), dessen Brustbild statt des Kopfbilds von Martin Luther für die Reformationsgedenkmünze verwendet wurde, war der Gründer der Universität Wittenberg und Beschützer Martin Luthers.
„Der letzte Versteigerungspreis, der für ein solches Stück im Jahre 1965 in Frankfurt am Main erzielt wurde“, so Haupt, „betrug 9000 Mark, das ist der Gegenwert für 2 kg Feingold.“ Zum Vergleich dazu: Eine Auktion in München im Oktober 2016 erzielte für dieses Stück 141.000 €.

## Münzbeschreibung
Die Gedenkmünze zum 400-jährigen Reformationsjubiläum trägt auf der Vorderseite die Umschrift EIN FESTE BVRG IST VNSER GOTT 1517 – 1917. Zwischen den Jahreszahlen befindet sich der sächsische Wappenschild. Im Perlkreis ist die geteilte Inschrift FRIEDRICH – DER WEISE aufgeprägt. Das Münzzeichen „E“ der sächsischen Staatsmünze ist zu beiden Seiten des Staatswappens angeordnet. Das Brustbild Friedrichs des Weisen zeigt den Herrscher mit Mütze und Pelzschaube.
Auf der Rückseite ist der Reichsadler nach dem Modell 1888–1918 zu sehen. Die Umschrift im Perlkreis lautet DEUTSCHES REICH und enthält die Jahreszahl 1917. Umschrift und Wertbezeichnung DREI MARK sind durch zwei Sterne getrennt.
Die Randschrift lautet GOTT MIT UNS. Zwischen den Worten befinden sich je ein Kreuz und zwei Ranken. Der Durchmesser beträgt 33 mm, das Gewicht 16,67 g und der Feingehalt des Silbers 900/1000.
Von der Vorderseite existieren einseitige Silber- und Aluminiumabschläge. Das sind Probeabschläge von den Originalstempeln.

## Nachbildung
Noch bis etwa 1974 waren Nachahmungen oder Nachbildungen nicht versucht worden. Nachprägungen konnten ausgeschlossen werden, da die Stempel zuverlässig amtlich verwahrt waren. Das hat sich dahingehend geändert, dass punzierte Neuprägungen, auch als Nachprägung bezeichnet, hergestellt wurden. Das heißt aber nicht, dass die Stempel nicht mehr amtlich zuverlässig verwahrt sind. Günter Schön bezeichnet die späteren Gepräge als moderne Nachbildungen. Das Jahr der Nachbildung ist auf der Rückseite mit einer kleinen Punzierung gekennzeichnet. Das sind die Jahreszahlen ab etwa 1991 bis 2017. Auch Punzierungen mit REPLIK oder COPY sind bekannt. Sie befinden sich jeweils unter dem Brustschild des Reichsadlers. Dadurch kann die Nachbildung vom Original unterschieden werden. Manipulationen an diesen Stücken können jedoch vorkommen, die so zu Fälschungen werden. Nachbildungen sind auch Galvanos, die u. a. bei einer Klangprobe am dumpfen Klang erkennbar sind. Fälschungen sind schon vor 1976 bekannt. Die Prägung in Klippenform ist privates Machwerk.